# Euchirella similis
Euchirella similis är en kräftdjursart som beskrevs av Wolfenden 1911. Euchirella similis ingår i släktet Euchirella och familjen Aetideidae. Inga underarter finns listade i Catalogue of Life.